# Erdenecagán járás
Erdenecagán járás (mongol nyelven: Эрдэнэцагаан сум) Mongólia Szühebátor tartományának egyik járása. Területe 17 100 km². Népessége kb. 6000 fő.
Székhelye, Csonogol (Чоногол) 217 km-re fekszik Barún-Urt tartományi székhelytől.